# Heli Sasaki
Heli Sasaki (Formiga, 14 de setembro de 1947) foi um proeminente judoca brasileiro que venceu o Campeonato Pan-Americano de 1968 (U-63 kg). Também conquistou cinco vezes o Campeonato Brasileiro, e é o único do Brasil U-63 kg que venceu o Campeonato Nacional Brasileiro absoluto . Sasaki foi um dos alunos de destaque do Sensei Takeshi Miura, cinco vezes campeão brasileiro e campeão pan-americano nos Jogos Pan-Americanos de Winnipeg em 1967 no Canadá. 
Após sua curta e gloriosa carreira de atleta e integrante da Seleção Brasileira de Judô, comandada pela Confederação Brasileira de Judô (CBJ), Sasaki passou o resto de sua vida servindo como auditor-fiscal concursado da Secretaria da Receita Federal do Brasil.